# Karcze Strujskie
Karcze Strujskie – dawny folwark. Tereny, na których leżał, znajdują się obecnie na Białorusi, w obwodzie witebskim, w rejonie głębockim, w sielsowiecie Plisa.
Dawniej używana nazwa – Karcze I.

## Historia
W czasach zaborów w powiecie dzisieńskim, w guberni wileńskiej Imperium Rosyjskiego.
W latach 1921–1945 folwark leżał w Polsce, w województwie wileńskim, w powiecie dziśnieńskim, w gminie Plisa.
Według Powszechnego Spisu Ludności z 1921 roku zamieszkiwało tu 9 osób, wszystkie były wyznania rzymskokatolickiego i zadeklarowały polską przynależność narodową. Był tu 1 budynek mieszkalny. W 1931 w 3 domach zamieszkiwało 17 osób.
Wierni należeli do parafii rzymskokatolickiej w Zadorożu. Miejscowość podlegała pod Sąd Grodzki w Głębokiem i Okręgowy w Wilnie; właściwy urząd pocztowy mieścił się w Plissie.